# Floriaster
Floriaster is een geslacht van zeesterren uit de familie Goniasteridae. De wetenschappelijke naam van het geslacht werd in 1980 voorgesteld door Maureen Downey.

## Soorten
- Floriaster maya Downey, 1980